# プロテア

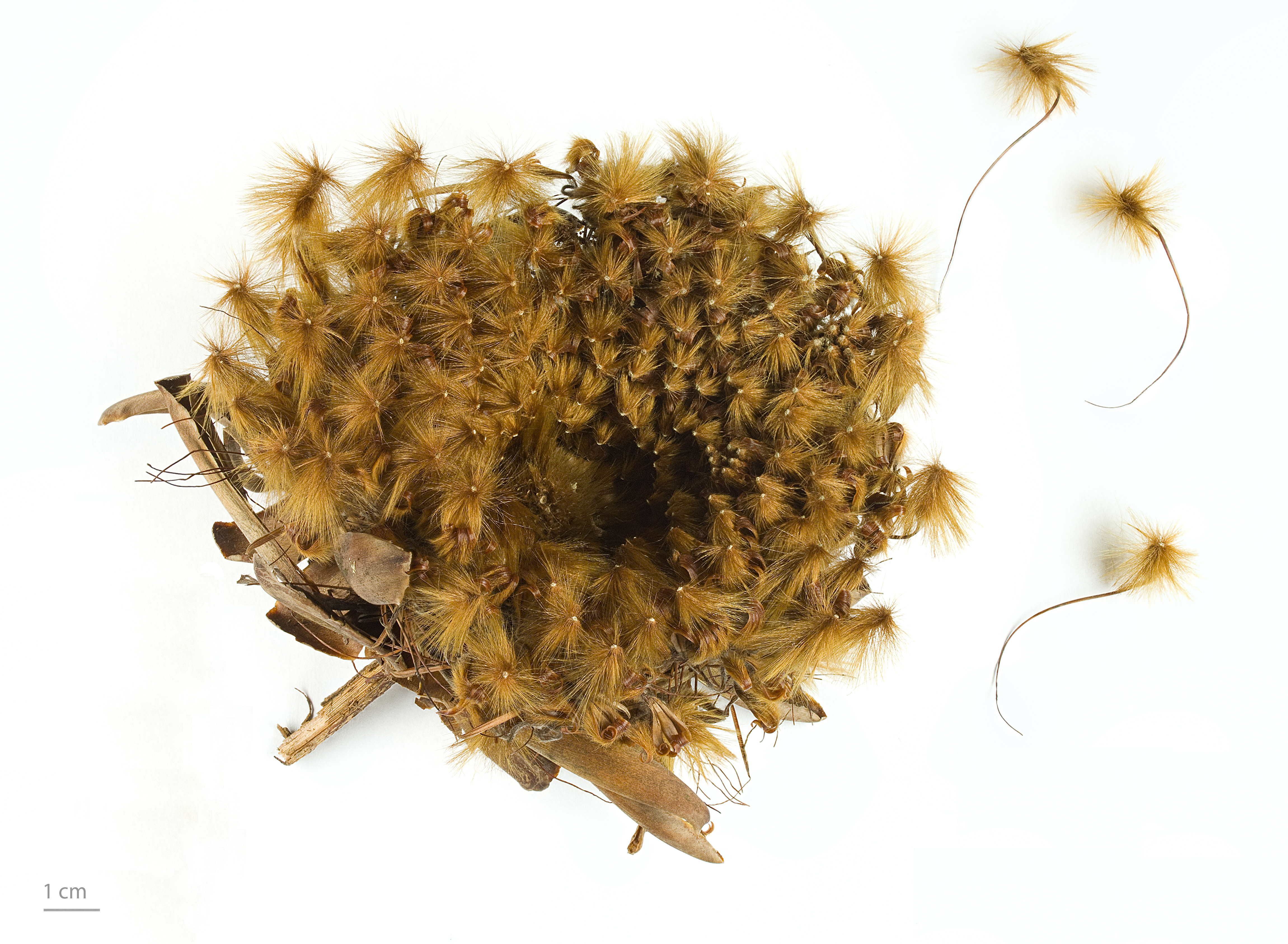
Protea madiensis

プロテア (Protea) は、ヤマモガシ目ヤマモガシ科の属の一つである。

## 属名の由来
プロテアの名は、ギリシャ神話に登場する、自分の意志でその姿を自由に変えられる神プロテウスに由来する。あまりにも立派で荘厳な花が咲くからである。特に、キングプロテアと呼ばれるP. synaroidesは見事で、南アフリカにヨーロッパ人が到着して以来、南アフリカのシンボル的植物とされ、現在も南アフリカ共和国の国花に指定されている。

## 特徴
南アフリカから熱帯アフリカにかけて115種ほどが分布している。樹高数十cmから数mの常緑の低木で、幹は直立し、葉は互生で、長い柄があり、革質で厚い。花は枝の先に単生するが、総苞片に包まれた、キク科の植物に見かけが似ている頭状花序で、花序そのものはそれほど華やかではないが、総苞片が鮮やかな色彩で、フリルがつくなど様々な形をしているため、派手な色彩の容器に、あざみやたんぽぽの花を入れたような、ユニークな形をしている。花序は、大きなものでは直径20センチあまりになる。

## 利用
花持ちがよく、大きな生け花やフラワーアレンジメントなどに用いられる。しかし一般的な切り花や仏花にはやや大きすぎることもあり、一般的な花卉とはいえない。

## 栽培
多くのヤマモガシ科の木本と同じく、栄養繁殖が難しいため、もっぱら実生から栽培している。種子は、英国などの種苗商からネットで入手でき、発芽は比較的容易であるが、大きめの温室が必要で、開花まで5年以上かかる。